# 1501 Broadway
1501 Broadway, auch bekannt als Paramount Building, ist ein Bürohochhaus am Times Square in Manhattan in New York City, Vereinigte Staaten. Es steht unter Denkmalschutz.

## Beschreibung
Das Hochhaus befindet sich an der Westseite der  Seventh Avenue zwischen der West 43rd und West 44th Street im Theatre District in Midtown Manhattan. Vor dem Gebäude kreuzt der Broadway die Seventh Avenue. Nachbargebäude sind die Wolkenkratzer 3 Times Square und One Astor Plaza. In der Umgebung befinden sich zahlreiche Broadway-Theater.
Das Hochhaus wurde von Rapp and Rapp entworfen und von 1926 bis 1927 als Hauptsitz von Paramount Pictures erbaut. Eigentümer ist die Newmark & Company. Das Bauwerk ist 138,7 Meter (455 Fuß) hoch und hat 31 Etagen. Die Dachhöhe beträgt 113,4 Meter (372 Fuß). Das Gebäude ist im Art-déco-Stil mit Beaux-Arts-Einflüssen gestaltet. Es besteht aus zwei Teilen, dem 31-stöckigen Bürohochhaus am Times Square und einem dahinter liegenden niedrigeren Teil, wo von 1926 bis 1967 das Theater untergebracht war. Gemäß den Bauvorschriften von 1916 weist die Fassade am Times Square im oberen Bereich stufenförmige Rücksprünge auf. Die Fassade besteht größtenteils aus Ziegelstein, wobei die ersten fünf Stockwerke mit Kalksteinplatten verkleidet sind. Am Broadway befindet sich die Nachbildung des fünfstöckigen Bogens, der einst den Eingang zum „Paramount Theatre“ bildete und heute der Eingang zu einem Hard Rock Cafe ist. Den Gebäudeabschluss bildet ein viereckiger Turm mit Uhren an jeder Seite sowie ein beleuchteter Globus. Zum Zeitpunkt seiner Fertigstellung war das Paramount Building das höchste Gebäude am Times Square sowie das höchste Gebäude am Broadway nördlich des Woolworth Building.
Das Paramount Theater wurde am 19. November 1926 im hinteren Teil des Gebäudes eröffnet und bot insgesamt 3664 Sitzplätze. Den vorderen Gebäudeteil mit den Büros stellte man im folgenden Jahr fertig. Nach der Schließung am 4. August 1964 wurden bis 1967 die Theaterräume in Büros umgewandelt und der Paramount Bogen zugebaut und der Marquee (festliches Vorzelt) entfernt. Der Globus und der Uhrenturm wurden 1996 restauriert. 2000/01 erfolgte für acht Millionen Dollar der Wiederaufbau des berühmten Paramount Bogens mit Marquee, um der Fassade ihre ursprüngliche Pracht zurückzugeben. Das Bürohochhaus erfuhr 2017/18 eine komplette Renovierung, dabei verlegte man den Haupteingang in die West 43rd Street.
Am 1. November 1988 stellte die New Yorker Landmarks Preservation Commission die Fassade des Paramount Buildings als Wahrzeichen der Stadt unter Denkmalschutz.

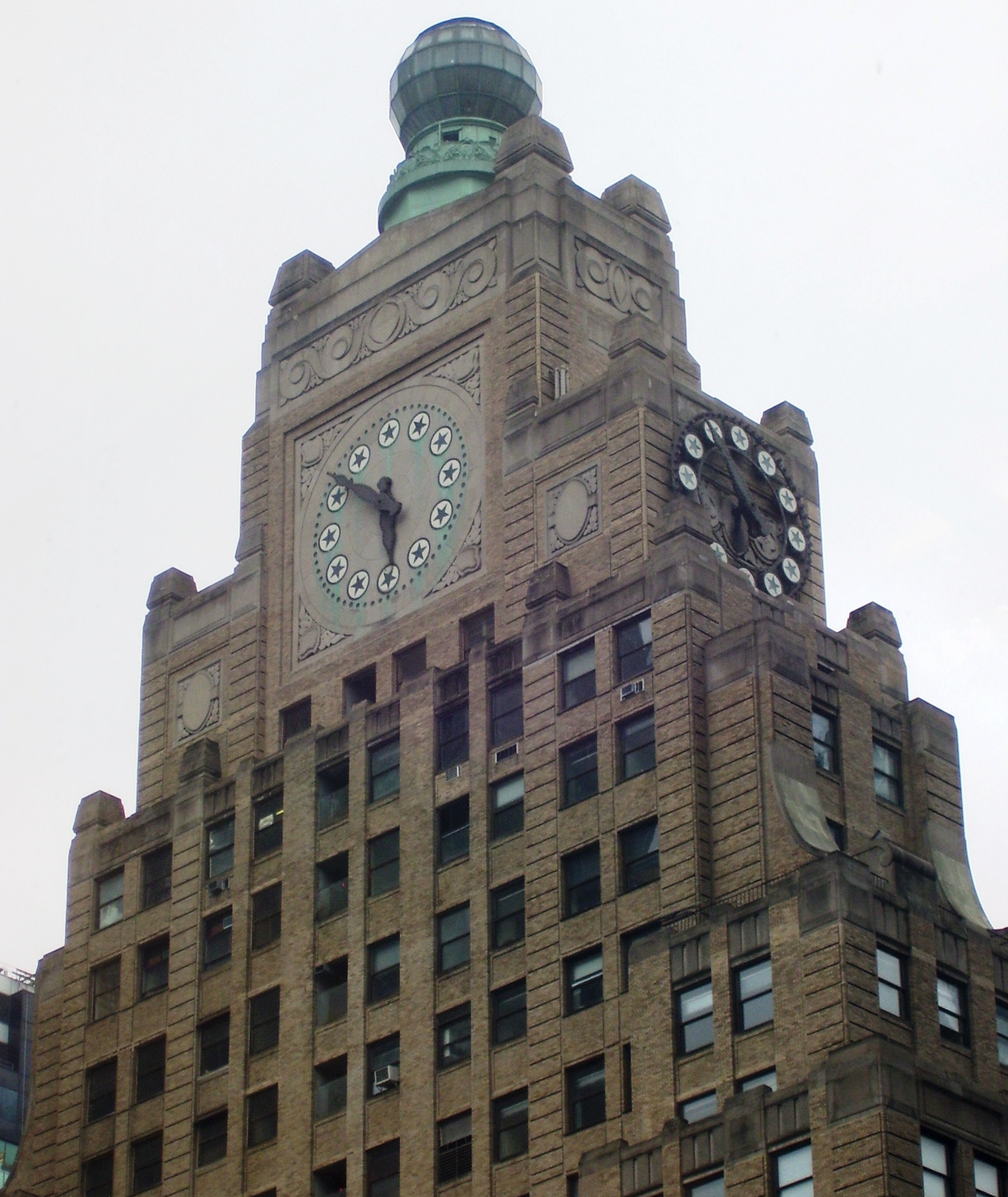
Gebäudespitze mit Uhrturm und Globus
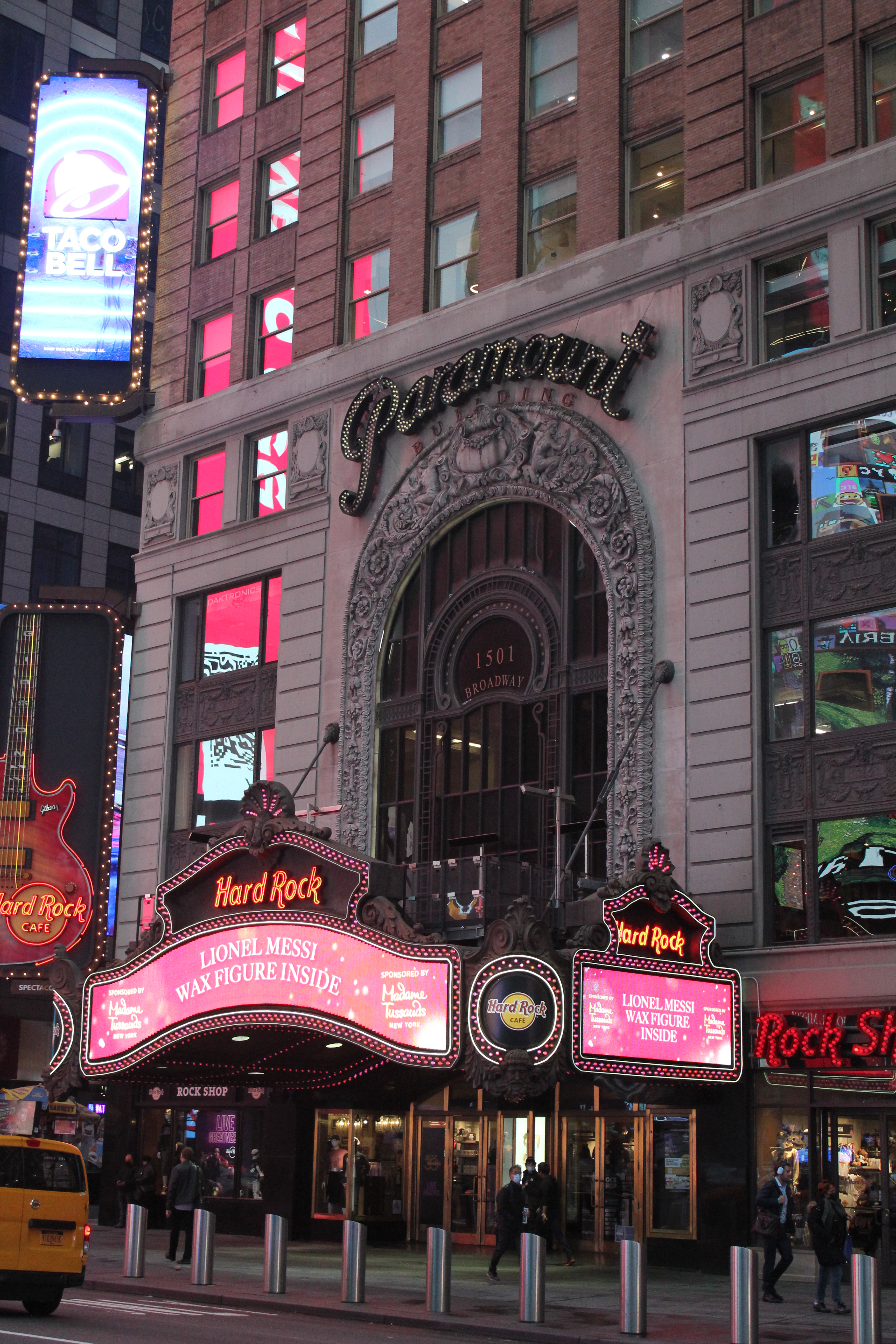
Der Paramount Bogen, eine Nachbildung vom Original.
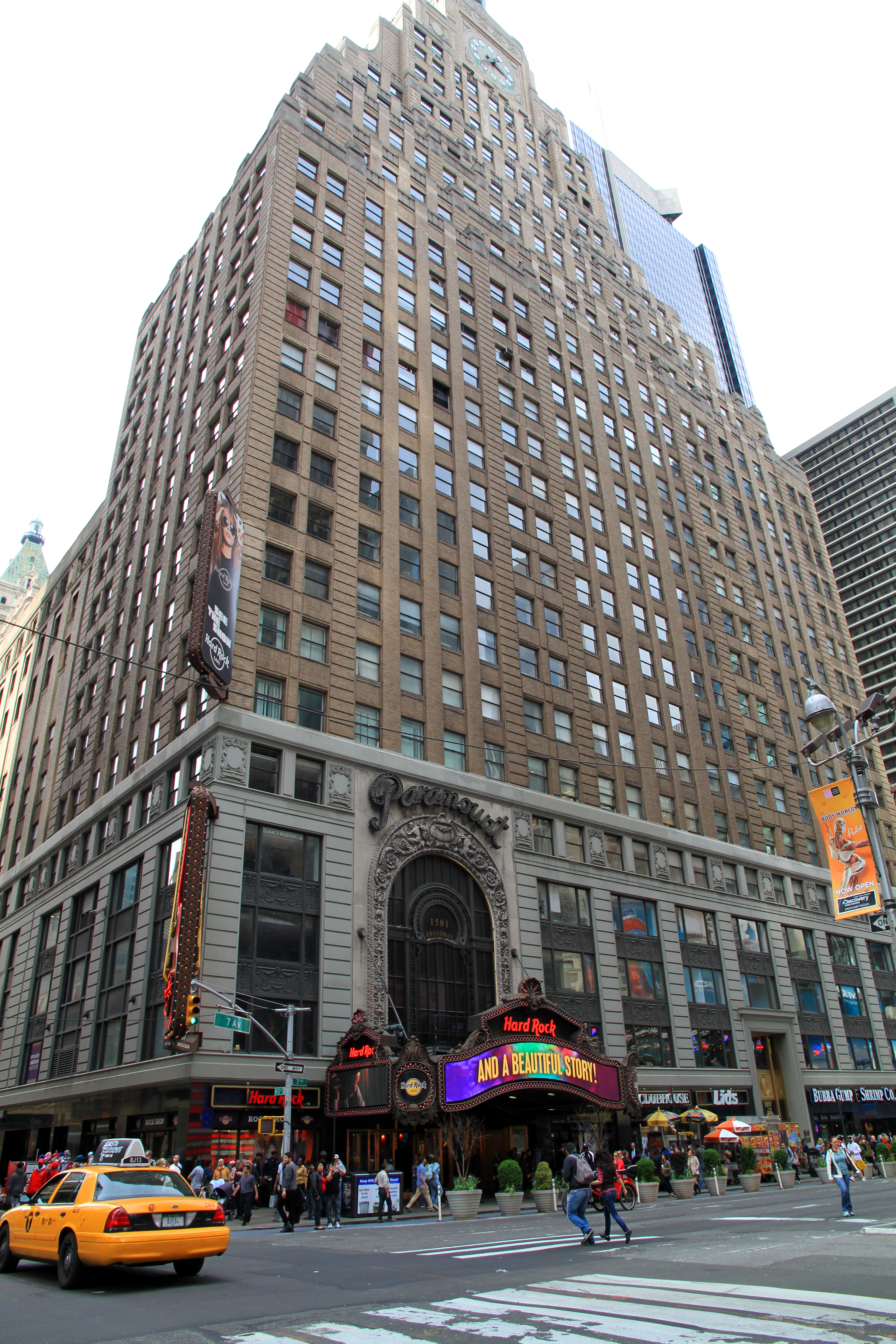
Blick vom Times Square